# Прибірськ
Прибі́рськ — село в Україні, у Іванківській селищній громаді Вишгородського району Київської області. Населення становить 825 осіб.
Біля села розташований Прибірський заказник.

## Історія
7 (20) листопада 1917 року, відповідно до Третього Універсалу Української Центральної Ради, увійшло до складу Української Народної Республіки.
12 червня 2020 року, відповідно до розпорядження Кабінету Міністрів України № 715-р «Про визначення адміністративних центрів та затвердження територій територіальних громад Київської області», увійшло до складу Іванківської селищної територіальної громади.
19 липня 2020 року, в результаті адміністративно-територіальної реформи та ліквідації Іванківського району, село увійшло до складу новоутвореного Вишгородського району.
З кінця лютого до 1 квітня 2022 року під час російсько-української війни село було окуповане російськими військами.

## Галерея

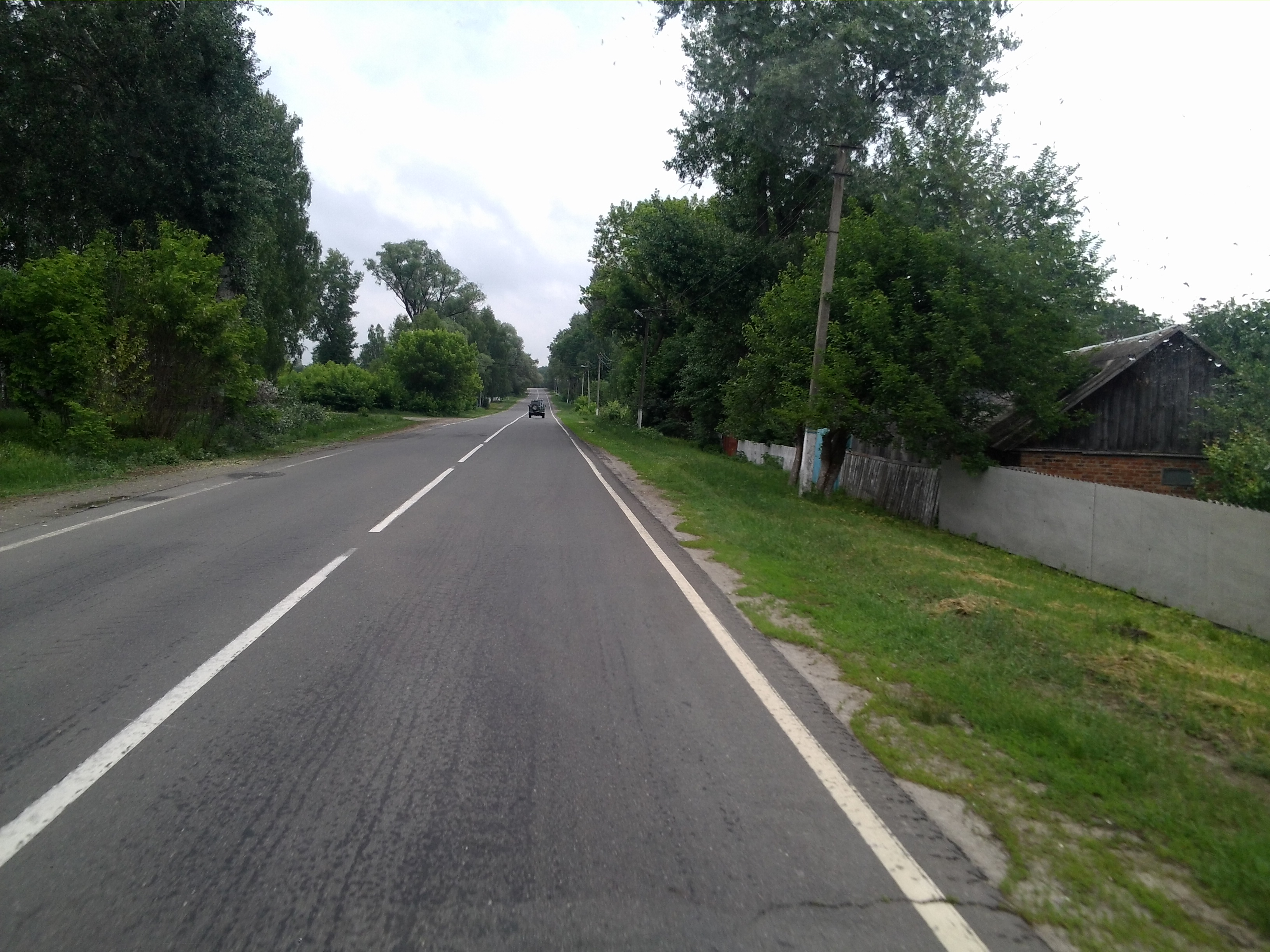
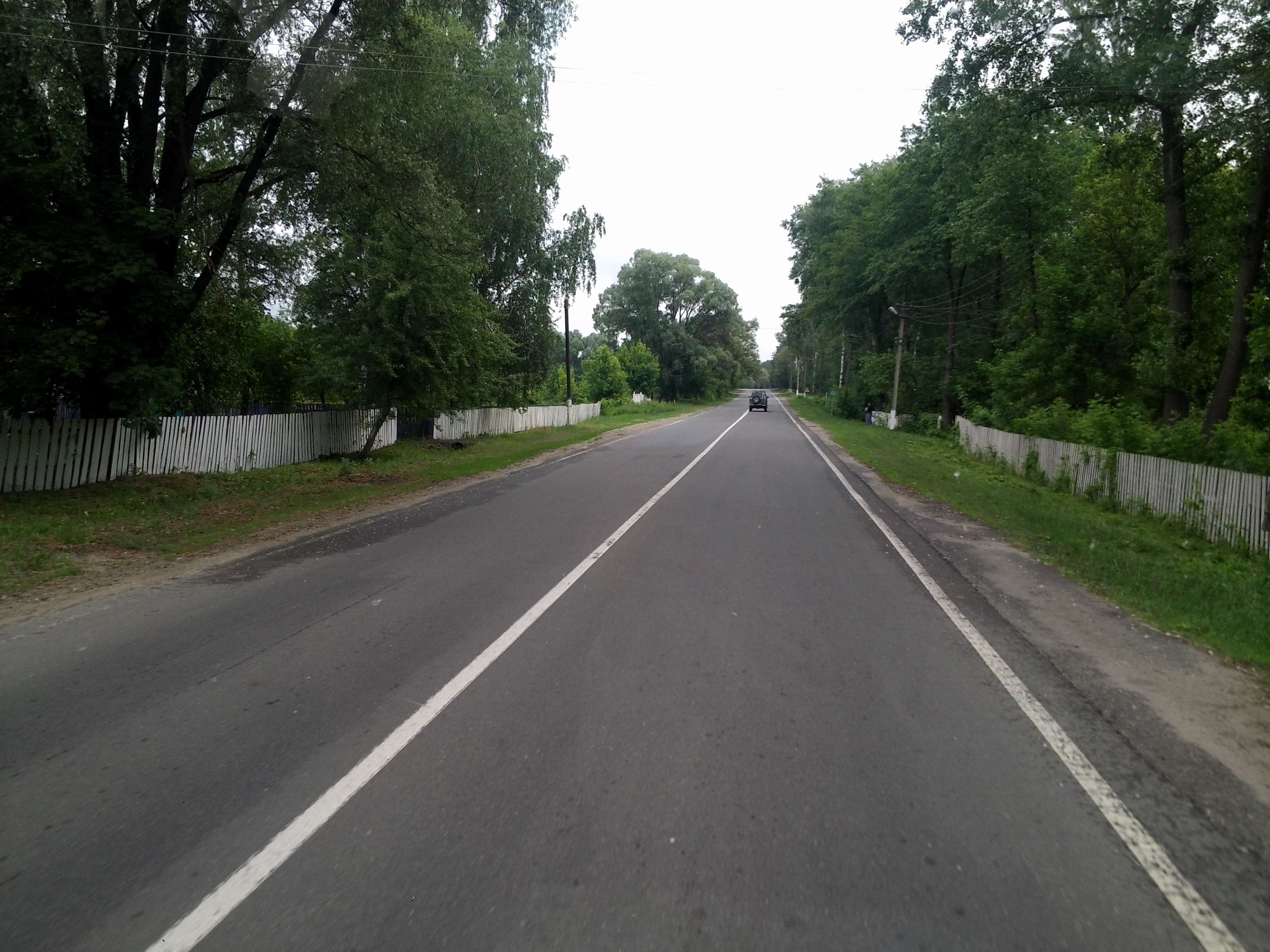
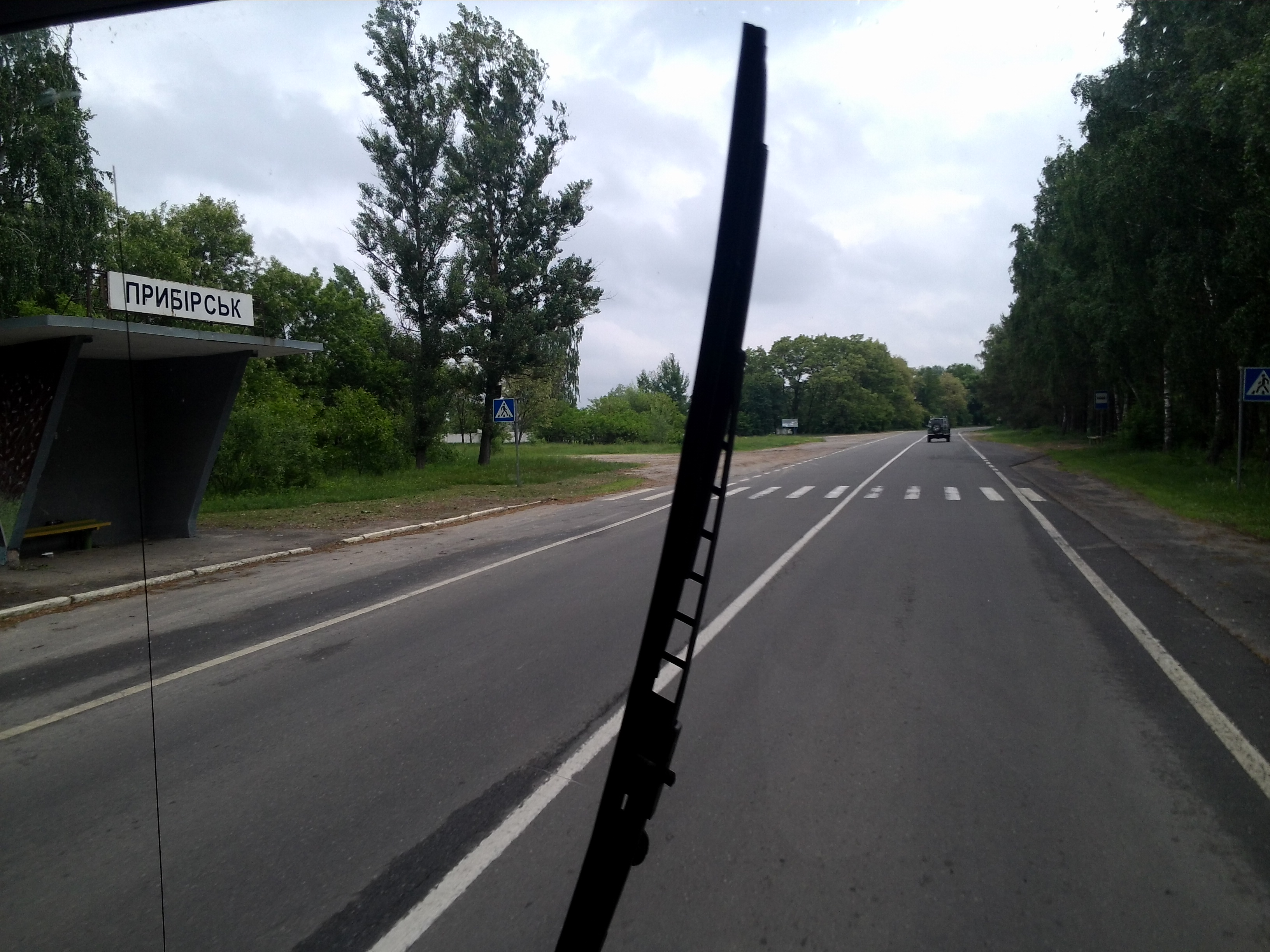

## Особистості
- Кобернюк Галина Яківна (06.08.1934 — 11.04.2012) — заслужений працівник сільського господарства України (1989), голова правління Прибірського колгоспу ім. Калініна (1960 – 2007), нагороджена орденами Леніна (1971), Жовтневої Революції (1973), Трудового Червоного Прапора (1966), «За заслуги» ІІІ ступеня (1999), медалями. Уродженка м. Любар Житомирської області, з 1960р. проживала в с. Прибірськ Іванківського району.